# Acanthopsilus
Acanthopsilus is een geslacht van vliesvleugelige insecten uit de familie Diapriidae.

## Soorten
- A. marshalli (Kieffer, 1907)
- A. zangherii Szabó, 1959